# Az Oregoni Állami Egyetem tanreaktora
Az Oregoni Állami Egyetem tanreaktora (angolul: Oregon State University Radiation Center, OSURC) az Amerikai Egyesült Államok Oregon államának Corvallis városában, a campus nyugati részén található TRIGA reaktor; épületében besugárzók és laboratóriumok is találhatók. Főképp az intézmény anyagtudományi, építőmérnöki, fizikai, gépészmérnöki, nukleáris mérnöki, sugárzásvédelmi és vegyészeti tanszékei használják. Az épületben zajló tevékenység 70%-ban a reaktor igénybevételével zajlik.

## TRIGA reaktor
A General Atomics által épített TRIGA Mk.II reaktor maximális megengedett teljesítménye 1,1 megawatt, de ez nagyon rövid időre háromezer megawattra emelhető. Az 1967-ben bekapcsolt reaktor fűtőanyaga urán-cirkónium hibrid (UZrH) formájában, alacsonyan dúsított urán erbiummal éghető méreggel.
1999-től 96 tantárgynál használták. 2000-ben az épületben zajló 126 projekt 69%-a (összesen hárommillió dollár értékben) vette igénybe.
Küldetésük „ionizáló sugárzás és radioaktív anyagok felhasználásával kapcsolatos programok egyetemi oktatási, kutatási és szolgáltató létesítményeként szolgálni”.

### Besugárzók
A reaktor hat besugárzó berendezéssel rendelkezik.
A központi gyűszű célja, hogy a mag központjába nyúlva a lehető legnagyobb fluxust biztosítsa; a reaktor gyakorlati és kísérleti korlátai miatt nem használják. A kadmiummal bélelt magon belüli besugárzó cső (CLICIT) a központi fűtőanyagrést elfoglaló alumínium cső. A kadmium termikus neutronelnyelő, amely csak az epitermikus neutronokat és a gyors neutronokat engedi be. Az eszköz célja az argon-argon és kálium-argon kormeghatározás, valamint a neutronbombázással történő neutron-aktivációs elemzés.
A magon belüli besugárzócső (ICIT) a külső gyűrű fűtőanyagnyílásában helyezkedik el; a CLICIT-hez hasonló, de nincs kadmium-bélése, ami szűretlen neutronsugárzást eredményez. Ez a reaktor legnagyobb neutronbesugárzó berendezése. A kadmiummal bélelt külső magsugárzó cső (CLOCIT) az ICIT-tel egy gyűrűben elhelyezkedő levegővel töltött cső. A CLICIT-től eltérően elhelyezkedése és a magban lévő neutronáram profilja miatt az egyenértékű besugárzások 1,8-szor hosszabb ideig tartanak.
A „nyúl” néven is ismert pneumatikus átviteli rendszer célja, hogy a külső gyűrűn gyorsan elhelyezze és eltávolítsa a mintákat. Elsődleges célja a gyors felezésű izotópok neutronos vizsgálata. A mag és a neutronreflektor között elhelyezkedő forgótálca percenként egyszer körbeforogva biztosít egyenletes áramlást a mintáknak, melyek számára 40 nitrogénnel töltött résszel rendelkezik.

### Hőoszlop
A hőoszlop a reaktor betonpajzsán áthatoló, a neutronreflektorral érintkező grafitrúd, melynek célja a nagy energiájú neutronokat kiszűrő és nagy termikus neutronfluxust létrehozó besugárzási teljesítmény fejlesztése. Elsődlegesen ásványok hasadásának nyomon követésére használják.

### Neutronsugárzók
A reaktor négy neutronsugár-nyílással rendelkezik, amelyek kereskedelmi és kutatási célokra lehetővé teszik az intenzív neutron- és gammasugárzás kilépését a beton biopályából. A négy nyílásból kettő radiális, egy radiális átütő és egy érintőleges sugárnyílás van. A radiális sugárnyílások a reaktormag tengelyirányú középsíkjához igazodva a mag közepére mutatnak.
A két szabványos (az első és második) radiális sugárnyílás a neutronreflektor külső sugaránál végződik, a neutronok sugárvonalakban történő szóródásának és elnyelésének korlátozása érdekében a reflektoron belüli, levegővel töltött tartályokhoz igazodik. A negyedik, átütő sugárnyílás a neutronreflektor belső sugaránál végződik; a reaktortartály és a reaktormag-egység közötti hőtágulási különbségek kiegyenlítése érdekében a reflektorhoz fújtatóval csatlakozik. Az érintőleges, harmadik sugárnyílás a reaktormaghoz érintőlegesen futva a neutronreflektor külső sugaránál végződik. A többi nyíláshoz hasonlóan a reflektorban egy levegővel töltött tartály van az átütő sugárnyílás mellett. A reaktorban csak az egyes és harmadik sugárnyílásokat használják.
A leggyakrabban használt nyílás a harmadik; a hozzá tartozó létesítményben neutron-radiográfiai vizsgálatokat (NRF) végeznek. Az itt található, bórból (bór-alumínium kompozit) és ólomból készült, pneumatikusan vezérelt sugárzár lehetővé teszi, hogy a kezelő az NRF-et azon kívülről is vezérelhesse. Egyik biztonsági mechanizmusa megakadályozza, hogy az ajtók és zsilipek egyszerre legyenek nyitva; ennek bekövetkeztekor leállítja a reaktort. Az egyes nyíláshoz kapcsolódó BP1F az egykor a négyes nyíláshoz telepített gamma-neutron-aktivációs elemző eszköz átalakított verziója, amit a reaktortartály szivárgása miatt selejteztek. A létesítmény kis nagyságú neutronáram-besugárzásra is alkalmas.

## Kutatás
A reaktort az alábbi területeken használják:
- A rák kezelése a boron-neutron kölcsönhatásával
- Dózismérő-tesztelés
- Földtörténeti kormeghatározás
- Neutron-aktivációs analízis
- Neutron-radiográfia
- Nukleáris hőhidraulika
- Orvosi izotópok fejlesztése és gyártása
- Radioaktív nyomkövetés
- Radiokémiai módszerek
- Sugárzás-hatástalanítás

## Biztonság
Az oregoni energiaminisztérium veszélyes anyagokkal dolgozó csapatait a tanreaktorban képzik. A szövetségi törvények szerint egyes baleseteknél kötelező gyors reagálású, fegyveres egységek kivonulása; a feladatot 1989 és 2021 között az állami, 2021-től az egyetemi rendőrség látja el.

## Az igazságszolgáltatás segítése
A reaktor neutron-aktivációs analízise segített az „I-5-ös gyilkos”, Randall Woodfield azonosításában.

## Fordítás
- Ez a szócikk részben vagy egészben  az   Oregon State University Radiation Center című angol Wikipédia-szócikk ezen változatának fordításán alapul.  Az eredeti cikk szerkesztőit annak laptörténete sorolja fel. Ez a jelzés csupán a megfogalmazás eredetét és a szerzői jogokat jelzi, nem szolgál a cikkben szereplő információk forrásmegjelöléseként.